# マウラ・ジャット
『マウラ・ジャット』 (Maula Jatt) は、1979年パキスタンのパンジャーブ語のアクションミュージカル映画である。
この映画は、パキスタン中央パンジャブの田舎風文化を代表するジャンルに属しています。 その成功はパキスタンで人気があるアクション映画の傾向を設定し、ロリウッドの主な英雄としてスルターン・ラーヒーを強固にしました。1975年代の「Wehshi Jatt」の非公式の続編である。Ahmed Nadeem Qasmiによって書かれたウルドゥー語の演劇Gandasaにインスパイアされています。

## キャスト
- マウラ・ジャット - スルターン・ラーヒー
- ヌリ・ナット - ムスタファ・クレシ
- タアニ - シーマ
- ムッコ・ジャッティ - アーシア
- ダアロ・ナットニ - チャコリ
- ムーダ・ガアディ - カイフィー
- アリヤ
- アサド
- ラドラ
- ランギーラ
- アディーブ
- イリヤス・カシミリ
- シャキール